# Оджо, Толулопе
Толулопе Самуэль Оджо (англ. Tolulope Samuel Ojo; род. 1 июня 2003) — нигерийский футболист, нападающий египетского клуба «Эль-Гуна».
Выступал за сборную Нигерии до 20 лет.

## Клубная карьера
В конце 2021 года стал игроком «Ремо Старз». Дебютировал в чемпионате Нигерии 17 декабря 2021 года в матче с МФМ. Дебютный мяч забил 26 февраля 2022 года в матче с «Катсина Юнайтед».
В январе 2023 года стал игроком египетского клуба «Пирамидз». 23 апреля дебютировал за клуб в матче 1/4 финала Кубка Конфедерации КАФ против южноафриканского «Марумо Галлантс», выйдя на замену на 82-й минуте. 21 мая дебютировал в чемпионате Египта в гостевом матче против «Газль Эль-Махалла», выйдя на замену вместо Фахреддина Бен-Юссефа на 72-й минуте. Всего провёл в чемпионате четыре матча.
В октябре 2024 года перешёл в египетский «Эль-Гуна». 1 декабря дебютировал за клуб в гостевом матче чемпионата Египта против «Смуха». 22 февраля 2025 года забил дебютный гол за «Эль-Гуна», отличившись в домашнем матче чемпионата с «Керамика Клеопатра». 15 марта дебютировал в Кубке Египта в выездном матче против «Керамика Клеопатра».

## Карьера в сборной
Играл за сборную Нигерии до 20 лет.